# 創造的破壊
創造的破壊（そうぞうてきはかい、英語: Creative destruction）とはヨーゼフ・シュンペーターの著書『資本主義・社会主義・民主主義』の第7章で提唱された経済学用語の一つである。経済発展というのは新たな効率的な方法が生み出されれば、それと同時に古い非効率的な方法は駆逐されていくという、その一連の新陳代謝を指す。
創造的破壊は資本主義における経済発展そのものであり、これが起こる背景は基本的には外部環境の変化ではなく、企業内部のイノベーションであるとした。そして持続的な経済発展のためには絶えず新たなイノベーションで創造的破壊を行うことが重要であるとシュンペーターは説いた。

## 学者の見解
カバレロ=ハマーの実証研究によれば、1972-1993年のアメリカの製造業のデータを用いて分析した結果、不況によって社会的に有用な企業の倒産がむしろ増加しているとしている。また、不況によって新規参入は困難となり、老朽化した企業の存続を助けているとしている。
日本の開業率は1990年代を通して低下を続け、1996-1999年は戦後最低の水準に落ち込んでいる一方で、廃業率は上昇し続けている。日本の失われた20年の間、日本の開業率と廃業率を比べると、廃業率が多いが開業率は少ない。起こったのは、大企業ばかりが残り、ベンチャー企業は資金力が無かったために真っ先に潰れてしまうことだった。さらに不況下では、若者の失業率が高くなり、イノベーションを生み出す若者が働けなくなっている。不況下ではイノベーションが生まれないというのが現実であるとされている。
西部邁は、創造的破壊という標語くらい誤用されているものも少ない。それは「理想に向けての創造」には「現実に対する破壊」が不可欠だという意味であって、破壊の中から自然に創造が生まれる、ということでは決してない。公共活動の「理想」が示される必要があるという指摘している。